# Kennedy Giant
Kennedy Giant là một loại máy bay ném bom hạng nặng hai tầng cánh của Anh, do hãng Kennedy Aeroplanes thiết kế trong Chiến tranh thế giới I.

## Tính năng kỹ chiến thuật
Đặc tính tổng quát
- Chiều dài: 80 ft (24 m)
- Sải cánh: 142 ft (43 m)
- Trọng lượng rỗng: 19.000 lb (8.618 kg)
- Động cơ: 4 × Salmson 2M.7 kiểu động cơ piston bố trí tròn 14 xy lanh, hai hàng, làm mát bằng nước, 200 hp (150 kW)  mỗi chiếc [1]

Hiệu suất bay